# Kwalificatiedossier
De kwalificatiedossiers worden gebruikt in het MBO in Nederland om aan te geven wat een leerling aan het eind van zijn opleiding moet kennen en kunnen. Ze worden vastgesteld door kenniscentra voor beroepsonderwijs en bedrijfsleven en door paritaire commissies.